# Smile (album de Mike Candys)
Pour les articles homonymes, voir Smile.
Singles
1. Insomnia
Sortie : 23 mai 2009
2. Together Again
Sortie : 27 août 2010
3. One Night in Ibiza
Sortie : 15 juillet 2011
4. Around the World
Sortie : 2011
5. 2012 (If the World Would End)
Sortie : avril 2012
6. Sunshine (Fly So High)
Sortie : juin 2012

Smile est le premier album studio du DJ suisse Mike Candys sorti en 2011. L'album atteint la 7e place des ventes en Suisse

## Liste des pistes
| No  | Titre                                                                       | Durée |
| --- | --------------------------------------------------------------------------- | ----- |
| 1.  | In The Beginning (featuring Roby Rob)                                       | 0:53  |
| 2.  | Around The World (featuring David Deen)                                     | 2:56  |
| 3.  | One Night in Ibiza (featuring Evelyn & Patrick Miller)                      | 2:49  |
| 4.  | Insomnia (Christopher S & Mike Candys Hypnotic Rework) (Feat. Jack Holiday) | 4:40  |
| 5.  | Sunshine (Fly So High) (Feat. Sandra Wild)                                  | 3:07  |
| 6.  | Together Again (Extended Vocal Mix) (Feat. Evelyn)                          | 4:25  |
| 7.  | People Hold On                                                              | 2:56  |
| 8.  | Give It, Give It (Feat. Patrick Miller)                                     | 3:13  |
| 9.  | Club Get Ready (Feat. Big Reggie)                                           | 5:12  |
| 10. | I Run 2 U (Feat. Evelyn)                                                    | 3:25  |
| 11. | Night To Remember (Feat. Antonella Rocco)                                   | 4:32  |
| 12. | Say You Love Me (Feat. Manuel)                                              | 3:06  |
| 13. | Believe In Love                                                             | 4:54  |
| 14. | Where's My Girl                                                             | 4:30  |